# Giuseppina Macrì
Giuseppina Macrì (Crotona, 3 de septiembre de 1974) es una deportista italiana que compitió en judo.
Ganó una medalla de bronce en el Campeonato Mundial de Judo de 2001 y tres medallas en el Campeonato Europeo de Judo entre los años 2001 y 2003.

## Palmarés internacional
| Campeonato Mundial | Campeonato Mundial    | Campeonato Mundial | Campeonato Mundial |
| Año                | Lugar                 | Medalla            | Categoría          |
| ------------------ | --------------------- | ------------------ | ------------------ |
| 2001               | Múnich (Alemania)     | Medalla de bronce  | –48 kg             |
| Campeonato Europeo |                       |                    |                    |
| Año                | Lugar                 | Medalla            | Categoría          |
| 2001               | París (Francia)       | Medalla de bronce  | –48 kg             |
| 2002               | Maribor (Eslovenia)   | Medalla de bronce  | –48 kg             |
| 2003               | Düsseldorf (Alemania) | Medalla de plata   | –48 kg             |